# Hemictenius talukanus
Hemictenius talukanus är en skalbaggsart som beskrevs av Ivanova 2007. Hemictenius talukanus ingår i släktet Hemictenius och familjen Melolonthidae. Inga underarter finns listade i Catalogue of Life.